# Hippodrome de Douai

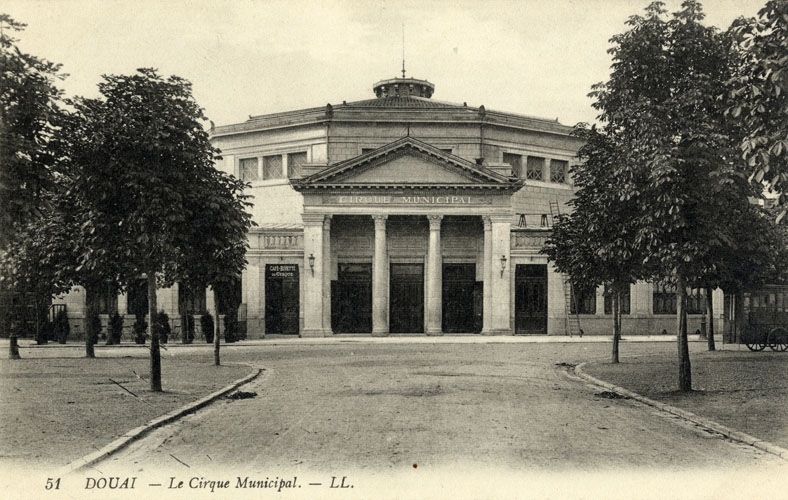
Carte postale. Douai, le Cirque municipal (collection du Musée des Civilisations de l'Europe et de la Méditerranée MuCEM.

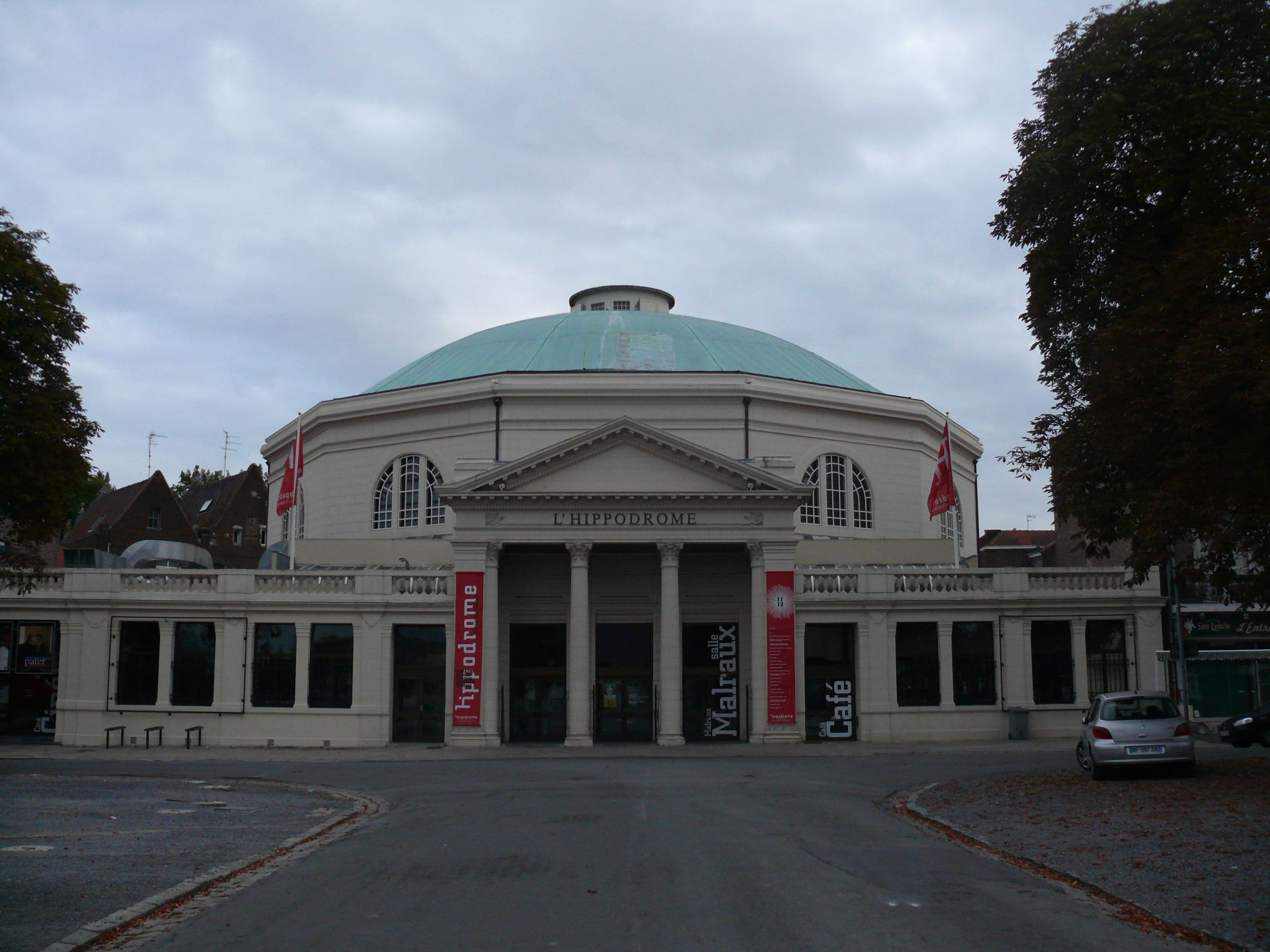
Hippodrome de Douai.

L'Hippodrome de Douai est un bâtiment de cirque situé à Douai.
Il a été inauguré en 1904 et a servi comme cirque municipal. Il a aussi accueilli des cinématographes ambulants jusqu'en 1907. Il a été rénové en 1925 après un incendie. Sa coupole utilise une charpente métallique qui avait été créée pour une attraction de l’Exposition universelle de 1900, à Paris. Sa pièce principale est un dodécagone de 35 mètres de diamètre. Il peut accueillir 2200 spectateurs.
Le bâtiment est de style néo-classique. Il est inscrit comme Monument historique en 1981. Avec le Théâtre d'Arras, il accueille la « scène nationale » Tandem.